# Cratere Kaporo
Kaporo è un cratere sulla superficie di Marte.